# Geogeumdo
Geogeumdo är en ö i Sydkorea.   Den ligger i provinsen Södra Jeolla, i den södra delen av landet, 300 km söder om huvudstaden Seoul. Arean är 65 kvadratkilometer.
Terrängen på Geogeumdo är lite kuperad. Öns högsta punkt är 587 meter över havet. Den sträcker sig 8,3 kilometer i nord-sydlig riktning, och 13,1 kilometer i öst-västlig riktning.